# 陈全训
陈全训（？—），男，汉族，福建闽侯人，中华人民共和国政治人物，曾任国有重点大型企业监事会副主席，国务院参事。